# Conte

Corona di conte italiano e imperiale

Corona di conte britannico

Conte è un titolo nobiliare, diffuso in Europa, superiore al titolo di visconte e inferiore a quello di marchese. In età carolingia il titolo era usato per indicare genericamente un funzionario pubblico nella veste di governatore civile di un territorio, infatti, nelle fonti non è raro trovare indicati come comes anche aristocratici a cui era affidato il controllo di marche o ducati.

## Storia etimologica
Comes (pl. comites) indicava inizialmente solo chi accompagna un altro (da “cum-eo”, cioè: “vado con”). Da questa radice latina deriva non solo la parola italiana “conte”, ma anche altre, fra cui “comizio”. Secondo il Glossarium mediae et infimae latinitatis del Du Cange (cfr. II, pp. 422-430), che a sua volta cita il Tillemont, negli ultimi tempi dell'impero di Augusto l'imperatore chiamò a palazzo alcuni senatori con il ruolo di consiglieri, funzionari o ministri. Dato che l'istituzione dell'impero non si era ancora consolidata e occorreva rispettare la suprema dignità del senato, li chiamò semplicemente Caesaris comites, cioè: “compagni dell'imperatore”. Questa terminologia restò anche nei secoli successivi per i funzionari imperiali: il ministro delle finanze, ad esempio, era detto comes sacrarum et privatarum elargitionum. Anche i consoli erano talvolta detti comites, non tanto perché erano in due, quanto perché in età imperiale erano anch'essi un'autorità subordinata all'imperatore.
Quando poi i funzionari imperiali erano inviati a reggere una provincia, erano detti comites di quella provincia per indicare che la governavano con l'autorità implicita nella funzione di “compagni dell'imperatore”. Il titolo feudale “conte” ha origine proprio da questa trasformazione, che, legando il titolo di comes al territorio, ne fece dimenticare il significato originario.

## Caratteristiche
La corona comitale normale è formata da un cerchio d'oro gemmato, con 16 perle (nella blasonatura visibili soltanto 9 perle); troviamo anche altre corone comitali dette tollerate cioè con le perle disposte in fogge diverse.
Come spiegato di sopra, il titolo deriva dal latino comes, comitis - pl. comites, letteralmente «compagno». Nell'antica Roma era un nome ufficiale usato dagli accompagnatori di alcuni magistrati. Dal III secolo in poi fu sempre più spesso usato per i funzionari imperiali. Nel IV secolo c'erano, ad esempio, un «conte della costa sassone» (comes litoris saxonici) che era il comandante militare addetto alla difesa contro i pirati sassoni, un «conte dell'Africa» (comes africae) e poi «un conte delle sacre elargizioni» (comes sacrarum largitionum), che era un ministro con varie mansioni finanziarie e di controllo. Nel IV secolo e nel V secolo i comes erano praticamente i comandanti generali di divisione, avendo a disposizione le truppe stanziate nelle diocesi dette appunto comitatensis.
Nel Medioevo erano insigniti del titolo quanti avevano seguito l'imperatore nelle sue battaglie e si erano distinti per qualche merito. Alcune famiglie reali preferirono il titolo di conte come titolo di sovrano che quello di re. Vi erano anche i comites palatini, «conti di palazzo», detti poi paladini (palatīnus → "paladino"), che prestavano servizio alla corte e alle dirette dipendenze del sovrano.

## Sacro Romano Impero
Il termine tedesco corrispondente a "conte" (Graf) era usato per indicare una vasta gamma di cariche differenti all'interno del Sacro Romano Impero, delle quali solo alcune equivalevano alle responsabilità e ai privilegi nobiliari del titolo di conte. In particolare, alcune di esse facevano diretto riferimento alla specifica tipologia di territorio amministrata dal feudatario (ad esempio la vicinanza a una foresta, una riserva di caccia, un castello o al fiume Reno).
| Tedesco          | Latino           | Italiano             | Commento/etimologia                              | Commento/etimologia |
| Tedesco          | Latino           | Italiano             | Prefisso                                         | Suffisso            |
| ---------------- | ---------------- | -------------------- | ------------------------------------------------ | ------------------- |
| Markgraf         | Marchio          | Marchese o Margravio | Mark ("marca", terra di confine)                 | Graf                |
| Pfalzgraf        | Comes palatii    | Conte palatino       | Pfalz ("palazzo", inteso come Palazzo imperiale) | Graf                |
| Reichsgraf       | Comes imperii    | Conte dell'Impero    | Reich (inteso come Sacro Romano Impero)          | Graf                |
| Landgraf         | Comes            | Conte o Langravio    | Land ("paese")                                   | Graf                |
| Freigraf         | Comes liber      | Libero Conte         | Frei ("libero", dotato dell'immediatezza)        | Graf                |
| Gefürsteter Graf | Comes principali | Conte Principesco    | Gefürsteter ("istituire un principato")          | Graf                |
| Burggraf         | Comes castelli   | Burgravio            | Burg ("castello", borgo)                         | Graf                |
| Altgraf          | Comes vetus      | Altgravio            | Alt ("vecchio", di antica nobiltà)               | Graf                |
| Rheingraf        | Comes Rheni      | Renegravio           | Rhein (il fiume Reno)                            | Graf                |
| Waldgraf         | Comes sylvanus   | Valgravio            | Wald ("foresta")                                 | Graf                |
| Wildgraf         | Comes ferus      | Vilgravio            | Wild ("selvaggina")                              | Graf                |
| Raugraf          | Comes hirsutus   | Raugravio            | Rau ("disabitato")                               | Graf                |
| Vizegraf         | Vicecomes        | Visconte             | Vize (vice, sostituto)                           | Graf                |

### Conte palatino
Il titolo di conte palatino deriva da quello di "Conte del Sacro Palazzo", ovvero del palazzo dei sovrani franchi, nel regno dei quali fu in uso sin dal VI secolo. La mansione del conte palatino era di giudicare tutte le cause giunte in appello al tribunale del sovrano, e portare poi a conoscenza del re soltanto quei giudizi che riteneva importanti. A seguito della conquista del regno longobardo effettuata da Carlo Magno nel 773-774, cominciò a essere nominato un conte palatino a Pavia anche per il Regno d'Italia. In principio vi era un solo conte palatino, ma la moltiplicazione dei regni costrinse alla creazione di più personalità con detta carica, inoltre, a partire da Ludovico il Pio se ne ricordano due contemporanei, Gebuino e Ruodberto, per il solo regno franco. Il primo conte di palatino noto in Italia è un tale Echergo, riportato nell'812 a Pistoia, mentre nell'814 è invece attestato a Spoleto un certo Hebroardo.
Nel Regno dei Franchi Orientali c'era un conte palatino per ogni ducato, che fungeva da vicario dell'Imperatore, mentre nel Regno di Borgogna il conte palatino di Borgogna governava l'odierna Franca Contea. Infine, l'unico conte palatino a rimanere importante fu il Conte Palatino del Reno, che con la Bolla d'oro del 1356 divenne uno dei principi elettori. Il titolo era associato ad una delle più illustri cariche dell'alto medioevo, ma nel corso del basso medioevo assunse significati molto diversi da una nazione all'altra, infine, esso perse gradatamente d'importanza nei secoli fino a divenire, soprattutto nel XV secolo, una merce di scambio utilizzata dagli imperatori nei confronti dei propri vassalli per far cassa. Secondo la leggenda, alla corte di Carlo Magno era il titolo attribuito ai suoi cavalieri più fidati, detti familiarmente, "paladini", con lieve corruzione linguistica.

### Conte imperiale e conte principesco
Un conte del Sacro Romano Impero godeva della immediatezza imperiale, ovvero era vassallo diretto dell'Imperatore e titolare di un feudo sovrano (contea o signoria); egli poteva essere ammesso nel sub-collegio elettorale dei "Conti e Signori" (nel quale non tutti i conti dell'Impero erano ammessi), appartenente al Consiglio dei Principi, e come tale aveva il diritto di votare alla Dieta imperiale.
Il conte imperiale veniva allora iscritto in uno dei quattro consigli del collegio (Wetterau, Westfalia, Franconia, Svevia) ed esprimeva il proprio voto in modo collettivo con gli altri membri. Tale diritto diveniva, salvo revoca imperiale, ereditario. Tuttavia, poteva essere ammesso nel collegio anche un conte imperiale a titolo personale, cioè senza avere diritto all'ereditarietà della carica, anche in assenza di feudi sovrani, ma solo per meriti personali verso l'Impero. Per motivi ereditari potevano essere ammesse nel collegio anche famiglie titolari di feudi aventi essi stessi il diritto di voto. Un conte che non fosse un conte imperiale aveva solo un feudo secondario o mediato (Afterlehen) ed era soggetto a un Principe o a un Duca, quindi privo di sovranità effettiva.
A differenza del conte del Sacro Romano Impero, il conte principesco riceveva la propria nomina attraverso un preciso atto dell'Imperatore, a dimostrare che i propri antenati avevano ottenuto questo privilegio nell'Alto Medioevo. In particolare, è un conte elevato a Principe dell'impero, ma che esercita di fatto solo la sovranità su una contea o una signoria sovrana.

### Langravio

Corona per il titolo nobiliare di langravio

Un Landgraf (in olandese Landgraaf e in francese Landgrave) o Landgravio era un nobile tedesco di grado comitale che godeva della giurisdizione su di un considerevole territorio. Il titolo si riscontra nel Sacro Romano Impero per la prima volta nella Bassa Lorena dal 1086 ed era sopravvissuto nel tempo. Lo status di Langravio associava spesso diritti particolari di giurisdizioni a quelli del semplice "Graf", ma non aveva prerogative legali. I principali langraviati noti sono:
- Assia, successivamente diviso in Assia-Kassel e Assia-Darmstadt;
- Austria sveva, serie di feudi asburgici della Svevia;
- Baar, dei von Fürstenberg;
- Brisgovia, appartenente agli Asburgo;
- Klettgau, feudo sovrano del principe von Schwarzenberg;
- Orb, feudo dell'elettorato di Magonza;
- Stühlingen, feudo del margraviato del Baden;
- Turingia, il cui territorio venne spartito tra i ducati ernestini nel 1485.

Venne occasionalmente sfruttato come titolo sussidiario anche dal granduca di Sassonia-Weimar, che aveva il titolo di langravio di Turingia nel primo decennio del XX secolo, ma il titolo cadde in disuso dopo la prima guerra mondiale.

#### Gefürsteter Landgraf
La combinazione dei tedeschi Landgraf e Gefürsteter Graf stava a indicare nel Sacro Romano Impero i principi che erano sovrani come conti di feudi imperiali. Tra i Gefürsteter Landgraf si ricordano:
- Assia-Darmstadt, elevato poi a granduca;
- Assia-Homburg;
- Assia-Kassel, elevato poi a elettore
- Assia-Rotenburg;
- Leuchtenberg, poi in appannaggio ai cadetti degli elettori di Baviera ed elevato a duca.

### Burgravio e Visconte
Un Burggraf, deriva attraverso il francese dal tedesco Burggraf e dall'olandese (inclusi i dialetti fiamminghi) burg- o burch-graeve (in latino medievale burcgravius o burgicomes), o Burgravio, cioè conte di un castello o di una città fortificata, fu tra il XII e il XIII secolo un governatore, militare o civile, di un castello dominante una città o un territorio a esso annesso. Pertanto, il titolo è equivalente a quello di Castellano, (Lat. castellanus), cioè custode di un castello e/o di una città fortificata. Successivamente, divenne una sinecura e venne equiparato a un titolo nobiliare. La sua giurisdizione prendeva il nome di Burggrafschaft o Burgraviato.
- In Germania, a causa della peculiare condizione dell'Impero, sebbene la carica di burgravio fosse divenuta una sinecura dalla fine del tredicesimo secolo, il titolo, portato dai nobili feudali con lo stato di principi dell'Impero, ottenne un valore quasi regale. Era ancora incluso tra i titoli minori di numerosi principi sovrani tedeschi e il re di Prussia, i cui antenati erano stati burgravi di Norimberga dal XV secolo fino alla conquista napoleonica, mantenne l'epiteto addizionale di Burggraf von Nurnberg. Tra le famiglie che portarono tale titolo si ricordano gli Hohenzollern di Ansbach e i conti sassoni von Kirchberg-Farnroda.
- Nella Confederazione polacco-lituana (1569-1795), i burgravi o castellani erano i governatori di provincia nominati dal re. Non si trattava perciò di un titolo nobiliare, bensì di una carica pubblica. La carica era di rango senatorio (cioè dava diritto a un posto nella camera alta della Camera dei deputati della Polonia o dieta) con l'eccezione della sede principale, la burgrabia della precedente capitale Cracovia, dove i castellani erano deputati della provinciale voivode. In italiano è normalmente utilizzato il termine "castellano di ..." piuttosto che quello di burgravio.
- In Boemia il titolo era ugualmente utilizzato.
- Nei Paesi Bassi il burggraaf diede origine all'equivalente nobiliare di visconte.[senza fonte]

Tra i burgraviati si ricordano:
- Friedberg;
- Norimberga;
- Rieneck, ripartito tra gli elettori di Magonza, i principi-vescovi di Wuerzburg, i conti di Hanau e la città ai conti von Nostitz dal 1673.

### Altgravio, renegravio, valgravio, vilgravio e raugravio
Nonostante a livello di rango fossero equiparati a quello del titolo di conte, a differenza degli altri titoli comitali, i titoli di altgravio, renegravio, valgravio, vilgravio e raugravio non erano titoli generici. Infatti, essi erano associati a una specifica competenza. In particolare, vennero utilizzati dai vari rami del casato di Salm per distinguersi tra loro.
- Altgravio era un titolo utilizzato dai conti del Basso Salm, su cui regnava il ramo primogenito del casato di Salm, per distinguersi dai rami cadetti che governavano l'Alto Salm.
- Renegravio era il titolo usato dai conti di Rheingau, una contea situata tra Wiesbaden e Lorch, sulla riva destra del Reno. Il castello dove avevano sede i renegravi è ancora oggi conosciuto come Rheingrafenstein. Dopo che i renegravi ebbero ereditato il valgraviato dell'Alto Salm e parte delle contee di Salm, si definirono valgravi e renegravi di Salm.
- Quando Nahegau (una contea che derivava il proprio nome dal vicino fiume Nahe) venne divisa in due parti nel 1113, i conti delle due definite entità si definirono valgravi e raugravi, rispettivamente. Essi prendevano il nome dall'entità geografica dei loro territori: valgravio, il cui territorio era in prossimità di una foresta, e raugravio, indicante un territorio montano, poco abitato.
- Il primo raugravio fu il Conte Emich I (m. 1172). La dinastia si estinse nel XVIII secolo. Il titolo passò quindi all'Elettore Palatino Carlo I Luigi che ottenne il dominio sui suoi stati, e dopo il 1667 divenne proprietà dei figli illegittimi dell'Elettore, nati dal suo matrimonio morganatico con Maria Luisa di Degenfeld.

## Collegio dei conti dell'impero
La nobiltà elevata al titolo comitale dall'imperatore, poteva essere ammessa, valutati determinati requisiti nella sezione del "Collegio dei Conti e Signori", facente parte del Consiglio dei Principi, secondo corpo elettorale del Reichstag. Il collegio era composto da un certo numero di famiglie e di feudi, variabile nel tempo, con diritto a un solo voto collegiale (Kuriatstimm) alla Dieta imperiale. Era suddiviso in quattro sezioni, ognuna con proprio voto, collegialmente espresso dai suoi membri. A titolo esemplificativo si indicano di seguito le varie famiglie e feudi che sono stati ammessi come membri delle quattro sezioni del collegio.

### Conti di Wetterau
- Falkenstein: ammesso con voto nel 1766; all'imperatore, come ex duca di Lorena (1751)
- Hanau Münzenberg: dal 1736 in eredità al langravio di Assia-Kassel; parte ai conti von Solms
- Hanau Lichtenberg: dal 1740 in eredità al langravio di Assia-Darmstadt
- Gleichen: in condominio tra la Sassonia-Gotha, i conti Hatzfeld, i principi Schwarzburg-Rudolstadt
- Isenburg: dal 1673 (linee di Offenbach, Birstein, Büdingen, Wächtersbach, Meerholz; la linea di Birstein è principesca dal 1742)
- Königstein e Eppstein: all'elettore di Magonza dal 1535 e condiviso con il langravio di Assia-Darmstadt; ammesso al voto dal 1581
- Königstein: ai conti von Stolberg-Stolberg
- Criechingen: ammesso con voto del Reichstag dal 1765; ai Solms-Braunfels e ai Wied-Runkel
- Leiningen Dagsburg (linee di Hardenburg, Falkenburg, Heidersheim, Guntersblum) dal 1560
- Leiningen Westerburg (linee di Altleiningen, Grünstadt, Neuleiningen) dal 1597
- Münzenfelden: all'elettore di Treviri e al principe di Orange-Nassau come conte di Dietz
- Nassau-Usingen: principe ammesso al voto nel 1743
- Nassau-Idstein
- Nassau-Weilburg: principe ammesso al voto nel 1743
- Nassau-Saarbrücken: principe ammesso voto nel 1743
- Nassau-Ottweiler
- Nieder Isenburg: all'elettore di Magonza e ai conti Wied-Neuwied e Waldendorff
- Ollbrück: ammesso al voto nel 1792; ai Waldbott von Bassenheim
- Ortenburg: ammesso al voto nel 1662, ma contestato dagli elettori di Baviera
- Reipoltskirchen: ammesso al voto dal 1722 al 1777, ai Meerscheid von Hillesheim
- Reuss von Plauen (Greiz, Gera, Schleiz) ammessi nel 1673; la linea di Greiz principesca dal 1778
- Salm (Wildgravi e Reingravi di Grehweiler, Grumbach, Dhaun, Kyrburg); la linea di Kyrburg principesca dal 1742
- Sayn-Wittgenstein (Berleburg, Carlsburg, Ludwigsburg, Hohenstein, Vallendar): ammessi al voto dal 1694, elevati a principi nel 1790
- Schönburg (Stein-Waldenburg, Hartenstein, Hinterglauchau e Remissau, Hinterglauchau e Rochsburg, Vorderglauchau e Wechselburg, Vorderglauchau e Penig); ammessi dal 1740, elevati a principi nel 1790
- Solms Braunfels: ammesso nel 1718; al principe von Solms Braunfels e Greiffenstein (1742)
- Solms Lich (Hohensolms, Rödelheim, Laubach)
- Stolberg-Stolberg (Gedern, Stolberg, Rossla), ammessi al voto dal 1762; la linea di Gedern è principesca dal 1710
- Wartenberg: ai Kolb, ammessi al voto nel 1707

### Conti di Westfalia
- Anholt: contea ammessa nel 1719, ai principi von Salm-Salm
- Bentheim (Bentheim, Steinfurt, Tecklenburg-Lingen) dal 1486
- Blankenheim e Geroldstein: ammesse dal 1699; ai conti von der Mark-Lummen (de la Marck-Lumein)
- Diepholz: all'elettore di Hannover e re di Gran Bretagna dal 1648
- Ellerstadt: ai Kolb von Wartenberg fino al 1789
- Gehmen e Illeraichen (fino al 1772): ammesse nel 1718, ai von Limburg-(Stirum)
- Gimborn e Neustadt: ammessa dal 1696; ai principi von Schwarzenberg, dal 1782 venduta al conte Wallmoden
- Gronsfeld: ammessa nel 1754, ai Törring von Jettenbach
- Hallermund: ammessa nel 1709, ai von Platen
- Holzapfel e Schaumburg: ammessa nel 1709, agli Anhalt-Bernburg-Schaumburg-Hoym dal 1707
- Hoya: all'elettore di Hannover dal 1648
- Kaunitz: ammessi dal 1718, poi principi di Questenburg, dal 1758 acquistano anche il voto per la contea di Rietberg
- Kerpen e Lommersum: ammesse nel 1715, ai von Schäsberg
- Lippe: ammessa nel 1530 fino al 1789 quando sono elevati a principi ereditari
- Löwenstein-Wertheim: (linee di Virneburg e di Rochefort) dal 1494; la linea di Rochefort è principesca dal 1712
- Myllendonck: ammessa con Grevenbroich nel 1737; ai von Ostein
- Oldeburg e Delmenhorst: ammesso dal 1459; al re di Danimarca fino al 1773 come duca di Holstein, poi ai duchi di Gottorp
- Pyrmont: ammessa dal 1631; ai principi von Waldeck
- Rietberg: voto confermato nel 1690 ai Cirksena cadetti dei conti della Frisia orientale; dal 1758 ai principi von Kaunitz di Questenburg
- Reckem o Rechheim: ammessa al voto nel 1792, ai conti von Aspremont-(Lynden)
- Reichenstein: ammessa nel 1709, ai von Nesselrode
- Reiffenscheidt: ai conti poi principi (1742) von Salm-Kyrburg
- Rheineck: ammessa dal 1665; in condominio tra gli elettori di Colonia e i conti von Sinzendorf
- Sayn-Altenkirchen: al margravio di Hohenzollern-Ansbach dal 1741
- Sayn-Hachenburg: ai burgravi di Kirchberg-Farnrode, ammessi nel 1715
- Schaumburg: dal 1648 divisa tra l'Assia-Kassel e i Lippe-Alverdissen (Schaumburg-Lippe)
- Schleiden e Saffenburg: contee ammesse dal 1594; ai von der Mark, dal 1773 ai duchi von Arenberg e del Palatinato
- Spiegelberg: elettore di Hannover
- Tecklenburg: dal 1704 all'elettore del Brandeburgo e re di Prussia
- Virneburg e Scharffeneck: ai von Löwenstein Wertheim Virneburg
- Alta Wied (1698): ammessa al voto del Reichstag dal 1765, ai Wied-Runkel
- Wied: ai Wied-Neuwied, dal 1784 elevati a principi
- Winneburg e Beilstein: von Metternich, dal 1652 al 1801
- Wittem e Eyss: ammesse nel 1732, ai Plettenberg-Lehnhausen
- Wykradt: ammessa al voto dal 1792; ai Quadt conti dal 1752

### Conti di Franconia
- (Schenken) von Castell (Castell, Breitenburg, Rüdenhausen): ammessi nel 1773
- Erbach (Erbach, Fürstenau, Schönberg) dal 1532
- Giech: conte ammesso nel 1726 con voto personale
- Grävenitz: conte ammesso nel 1740 con voto personale
- Hohenlohe: (branche di Waldenburg e di Neuenstein) ammesse dal 1610 e nei vari anni successivi
- Limpurg Gaildorf: dal 1690 agli eredi in linea femminile; voto comune alterno triennale con i margravi di Ansbach
- Limpurg Speckfeld: dal 1705 il voto agli eredi in linea femminile
- Neipperg: conte ammesso nel 1766 con voto personale
- Orsini-Rosenberg: conte ammesso nel 1683 con voto personale
- Ottenbach de Ruberti: conte ammesso nel 1547 con voto personale, nel 1735 all'Austria
- Pückler: conte ammesso nel 1740 con voto personale fino al 1786
- Rechberg-Röthenlöwen: conte ammesso nel 1740, voto personale
- Rieneck: ammessa nel 1673; suddivisa tra gli elettori di Magonza, i principi-vescovi di Würzburg, i langravi d'Assia-Kassel e i conti von Nostitz (che possiedono solo la città)
- Reichelberg: ammessa nel 1696, ai von Schönborn, ma il voto è esercitato dal vescovo di Würzburg
- Seinsheim e Schwarzenberg: ammesse nel 1696, ai principi von Schwarzenberg
- Starhemberg: conte ammesso nel 1737 voto personale; principi dal 1765
- Wilzheim: ammessa dal 1718 al 1731, ai von Grävenitz
- Wertheim: ammessa dal 1581; ai von Löwenstein-Wertheim-Virneburg e L.-Wertheim-Rochefort dal 1712 principi
- Wiesentheid: ammessa nel 1701, von Schönborn
- Windisch Graetz: conte ammesso con voto personale dal 1684
- Wolfstein: ammessa dal 1673; feudo allodiale condiviso tra i von Hohenlohe-Kirchberg e i von Giech di Thurnau
- Würmbrand-Stuppach: conte ammesso nel 1726 con voto personale

### Conti di Svevia
- Heiligenberg e Werdenberg, Baar: dal 1664 ai principi von Fürstenberg
- Altshausen: commenda di Alsazia e Burgundia dell'Ordine teutonico, con voto dal 1755
- Buchau: badessa principessa (1347)
- Lindau: badessa principessa
- Öttingen: dal 1674 (Wallerstein, Spielberg, Schwendi, Baldern), la linea di Spielberg principesca dal 1737, quella di Wallerstein dal 1780
- Helfenstein e Geislingen: Baviera dal 1740
- Klettgau e Sulz: dal 1670; principi von Schwarzenberg
- Königsegg (Aulendorf, Rothenfels) dal 1629
- (Truchsess) von Waldburg (Wolfegg, Waldsee, Würzach, Zeil, Trauchburg, Scheer)
- Eberstein: ammessa nel 1723, margravi del Baden-Baden
- Hohengeroldseck e Blieskastel: ammessa nel 1711, ai von der Leyen
- Fugger Kirchberg dal 1536
- Fugger Norndorf dal 1536
- Fugger Babenhausen dal 1538
- Hohenems e Lustenau: ai principi von Hohenems (Hohenembs) fino al 1759
- Bonndorf: al principe-abate di St. Blasien e parte all'Ordine teutonico
- Eglingen: ammessa nel 1728, von Gravenegg fino al 1788
- Justingen e Stöffeln: von Freyberg-Stotzingen, dal 1751 ereditato dal duca del Württemberg
- Mindelheim: dal 1740 ammessa per l'elettore di Baviera
- Obersulzbürg e Pyrbaum: ai conti Wolfstein, dal 1740 ereditate dalla Baviera
- Hohenwaldeck e Maxlrain: ammesse dal 1692 per i conti omonimi; dal 1734 ereditate dalla Baviera
- Egloffs e Müglen: ai von Abensberg-Traun, ammessa dal 1662
- Sulz: ammessa nel 1678, principi von Schwarzenberg
- Thannhausen: ai von Stadion dal 1788
- Tettnang, Langenargen: von Montfort (Menthor), nel 1780 all'Austria
- Breitenegg: ammessa dal 1792, Baviera
- Wiesensteig: agli elettori di Baviera e parte ai von Fürstenberg (1642-1752)
- Windisch-Graetz: ammesso con voto personale nel 1740
- Khevenhüller: con voto personale dal 1737, principi dal 1751
- Pollheim: conte con voto personale
- Harrach: conte ammesso dal 1792, voto personale
- Küfstein: conte ammesso dal 1792, voto personale
- Sternberg: conte ammesso al 1792, voto personale
- Sickingen: conte ammesso dal 1792, voto personale
- Weinsberg: ammessa dal 1778, ai von Trauttmannsdorff